# Насонки
Насонки — урочище, бывшая деревня и усадьба. Располагается в Нерехтском районе Костромской области.

## Этимология
Название образовано от некалендарного древнерусского имени «Насон (Насонка)», что может означать дикий мак.

## История
В старину деревня находилась в Вятском стане.
В середине XVIII века деревня Насонки принадлежала Ржевским. Один из них, И. П. Ржевский, дал Насонки в приданое за дочерью Д. М. Токмачеву.
В 1771 году Насонки переходит по наследству Луке Матвеевичу Токмачёву.
В 1897 году Насонки — имение Николая Николаевича Прохорова в Костромском уезде, 505 десятин земли (почва — иловатая, серая, подпочва — песок).
Упоминается как место произрастания морошки.
В 1910 году в усадьбе находился конный случный пункт
В 1920-е годы — деревня Нерехтского района

## Уроженцы
- Прохоров, Пётр Николаевич — земский врач, учёный лепролог с мировым именем[10]